# SV Lintfort
Maillots
Dernière mise à jour : 18 avril 2011.
Le SV Lintfort est un club sportif allemand localisé à Kamp-Lintfort, en Rhénanie du Nord/Westphalie.

## Histoire (football)
Le club fut fondé le 17 septembre 1919 sous l’appellation de Lintfort Spielverein ou Lintfort SpV.
Le club évolua de manière assez anonyme dans les ligues inférieures jusqu’au terme de la Seconde Guerre mondiale.
En 1945, le club fut dissous par les Alliés, comme tous les clubs et associations allemands (voir Directive n°23). Il fut reconstitué sous la dénomination de TuS Lintfort.
En fin de saison 1957-1958, le TuS Lintfort, sous la direction de l’ancien International allemand Felix Zwolanowski, fut champion en Verbandsliga Niederrhein. Classé 2e, derrière le Hombrucher FV 08, à la fin du tour final pour la montée en 2. Oberliga West, le club fut promu vers le 2e niveau de la hiérarchie. Il redescendit après une saison.
En 1971, le club changea son appellation qui devint SV Lintfort.
Jusqu’à la fin des années 1980, le club évolua en Verbandsliga Niederrhein et en Landesliga Niederrhein, c'est-à-dire, au fil des années, entre les niveaux 3 à 6 de la hiérarchie..
En 2002, le cercle bascula en Bezirksliga puis en Kreisliga.
En 2010, le Lintfort SV évolue en Kreisliga B Niederrhein (Moers, Groupe 2), soit au 10e niveau de la hiérarchie de la DFB.